# 4Story
4Story je MMORPG počítačová hra vytvořená společností Zemi Interactive v Koreji a publikována německou společností Gameforge v české verzi a dalších 14 jazycích. Hra je klientského typu - ke stažení. Hra je velmi podobná hrám World of Warcraft, Aion, Metin2 nebo Runes of Magic. Ve hře existují tři rasy - lidé, víly a kočkovití (Felin). Rasy mají na výběr z 6 povolání - bojovník, stínový běžec, lukostřelec, kouzelník, zaklínač a kněz. Ve hře je rovněž důležitý výběr země hráče - Valorian a Derion. Do vybrané země se hráč dostane až po dokončení kurzu v třetí, neutrální, zemi - Goru.

## Příběh
Od počátku časů nebylo nikdy nebe odděleno od Země. Vše byla jen jáma prázdnoty bez začátku a bez konce. Pak do světa vstoupili první dva bohové. Byla to božstva s tvůrčími silami. Vznešená Leya ztělesňovala světlo a naději, bojovala neúnavně a s výjimečným nadšením pro harmonii a život. Bergelius byl na druhou stranu oddaný nicotě a zničení života. Zajistil, aby se nemusel o své síly s nikým dělit. Nepřátelství mezi Leyou a Bergeliem rostlo až do doby, kdy mezi nimi vypukla válka, ve které Leya prohrála, což ji odsoudilo k životu v Bergeliově zajetí.
Bergelius vytvořil místo plné temnoty - bylo studené a obestřené stíny. Bohyně, sice zajatá, ale stále plná naděje, použila své nadpřirozené schopnosti k tomu, aby se dívala na výtvor svého soka. Pomocí svých vlastních sil vytvořila souhru mezi nebem a peklem. Tento jev byl později přejmenován na den a noc. V ten samý čas Leya také vytvořila základy života: zemi, vodu, vzduch a oheň.
Svět ozdobila kontinenty, zelení a různými stvořeními na pevnině i ve vodě. Jednomu z kontinentů dala jméno Andaron - dnešní Iberie - a jeho prvním obyvatelům dala jméno Mu. Jelikož nemohla sama ochraňovat svůj výtvor, povolala osm bohů ochránců a dala jim na starost ochranu světa.
Bergelius si nevšiml Leyina výtvoru do doby, než bylo dokončeno. Nešťastný z toho, že byl tak nepozorný, přikázal Parakeliovi, jednomu ze svých nejvěrnějších sluhů, zničit co nejrychleji její výtvor. Parakelius a jeho stoupenci vyrazili směrem k idylickému světu. Bezútěšný mrak mlhy zahalil zemi, rozšiřujíc strach a hrůzu. Parakelius pomýlil lid Mu svou lstivostí a přesvědčil je, aby se připojili k Vládě Stínů. Mír v Andaronu byl zničen.
Osm bohů ochránců seslalo velkou povodeň, za účelem zničení všeho zla a záchrany Andaronu. Množství vody téměř vyhladilo všechna žijící stvoření na světě. Ta, která přežila, uprchla na ostrov Britron na západním pobřeží Iberie. Vliv zla však přetrval: v ostrovní izolaci se z mnoha z nich staly ohavné bestie. Parakelius využil svého vlivu a proměnil obyvatele Britronu v nestvůry. Stvoření na tomto ostrově vytvořila bojovný kmen Rahuů. Ti začali s Bergeliovou podporou vládnout zemi. Tehdy proběhla první mezirasová válka. Skončila ale brzo mírem. Rasy se spojily aby porazily Rahuje.
V bitvě padl do rukou vojáků Andaronu meč Krawendyn. Tento meč byl vyroben temnými silami. Ve strachu ze stínů, které vystupovaly z meče, přivedli svého velitele. Ten uschoval meč na bezpečné místo, ale jeho zlá aura už stačila otrávit srdce lidí a zasela mezi nimi semínko nového sváru. Znovu se mír proměnil ve válku.
Osm bohů ochránců spěchalo k Leye a pověděli jí vše o tom, co se chystá. Bohyně sledovala, co se děje s jejím kdysi mírumilovným výtvorem. Poslala osm bohů ochránců do Andaronu s cílem vyhnat Parakelia ze světa jednou provždy. Nejdříve zničili Krawendyn. Jakmile byla síla meče zlomená, byli schopni zastavit válku mezi lidmi. Kmen Rahuů se však nevzdal. Chytali všechny nepozorné, ničili celé regiony. Po velmi zuřivých bojích plných příšerného krutosti zasáhli bohové ochránci znovu a seslali ničivou povodeň, která zničila prakticky všechen život. Přežili jen někteří, kteří pak jako kočovníci cestovali dlouho po celém kontinentu.
Královna Blid Blonead založila Iberii, spojené království všech klanů, které ohlásilo nový věk. První časy formovaly těžké boje a přežití ze dne na den. Někteří z kočovníků se usadili jako farmáři, ale zjistili, že obdělávání polí je velmi pracné, jelikož ve zničené zemi neklíčila žádná semena. Útoky divokých stvoření při honbě za potravou denně drancovaly zemi.
Přes všechny nepřízně osudu se království stávalo mocnějším. Iberijci se začali učit válečná umění kvůli tomu, aby se lépe dokázali bránit. Časem dokázali vyhnat většinu stvůr do vzdálených oblastí a přivedli tak do země znovu mír. Z malých vesnic se stala města. Byly prozkoumány a osídleny nové oblasti. Vzestup Iberie ovšem vedl i k nečekaným těžkostem: znovu a znovu se objevovaly oblastní spory, které ústily ve vojenské potyčky. Královna Blid Blonead musela začít jednat.
Po dlouhých diskuzích se svými blízkými důvěrníky královna rozdělila zemi a stanovila hranice Iberie. Ardir, Tibered a Tarat byly prvními zeměmi, které byly vytvořeny. Ležely na strategicky výhodných pozicích ve středu kontinentu, proto se o ně často bojovalo. Barbarští Rahuové znovu vtrhli do Iberie a téměř celý kontinent vyplenili při bitvě o Ardir. Boj mezi dobrem a zlem znovu vypukl: na jedné straně stály tvořivé síly, které se tisíce let snažily udržet svět v míru. Na druhé straně armády Bergelia, odhodlané převzít moc a vytvořit vládu strachu.
V řadách Ardiru bojoval i statečný bojovník Arian Horus. Po nespočetných bitvách, ve kterých se ukázal jako vítěz, přišla dlouhá a zničující bitva, ve které musel ustoupit, ale dokázal své zraněné kamarády včas dostat do bezpečí. Nicméně se nevzdal a shromáždil pod svým velením nové jednotky. V Taratu nakonec dovedl Iberijce k vítězství nad silami protivníka, kdy v boji zabili mnohé z jejich vůdců. Dokázali také vyhnat zbytek Rahuů. Ale poté královna a Arian Horus zmizely beze stopy. Nepřežil je žádný královský potomek, a tak bylo království rozděleno do čtyř stejně velkých teritorií, kterým vládli královnini nejbližší poradci: Neban Maha, Ruard Lopesa, Edgar Seher a Uma Plutak.
Vedeni chtivostí a touhou po větší moci a větším území se všichni čtyři pustili do ostrého boje o moc. Spalováni touto tyranií se jejich poddaní stali hluboce nešťastnými. Edgar Seher se už nedokázal déle vyrovnat s konfliktem a přestěhoval se na jih Iberie. Vytvořil tam se svými stoupenci svaté město Gor.
Z nespokojenosti lidí se stala otevřená vzpoura. Pod vedením Armina z Remperdu vypuklo povstání, ve kterém bylo zabráno město Lezina. Vládním jednotkám se podařilo povstalce obklíčit a zatlačit je do centra města. Rebelům se ve městě podařilo dlouho přežít i přes fakt, že byli odříznuti od všech zásob. Avšak jedné noci jejich obléhání skončilo krveprolitím: pod rouškou temnoty se armáda probila jejich směrem do středu města a napadla rebely – 20 000 povstalců bylo zabito. Ta noc vstoupila do dějin jako "Masakr noci černého měsíce". Říká se, že se krveprolití zúčastnil i pohřešovaný válečný hrdina Arian Horus. Arminovi z Remperdu se podařilo uprchnout.
Posléze Ruard Lopesa odstoupil od opětovného rozdělení Iberie. Převzal vládu nad Derionem, východním územím. Valorián na západě dal Nebanu Mahovi. Důležité, rychle se rozvíjející svaté město na jihu, kterému vládl král Tristan, bylo pojmenováno Gor. Ruard Lopesa se stal přísným vládcem, jeho moc se pro něj stala důležitější než blahobyt jeho lidí. Neban Maha byl na druhé straně vládcem, který se zaměřoval na potřeby svých lidí, kladl důraz na disciplínu a verboval pevně organizovanou armádu.

## Země

### Iberie
Celá hra se odehrává na ostrově zvaném Iberie, na kterém sídlí válečné národy.

### Valorian
Militaristická země válečníků. V emblému národa mají lva na červeném poli podle lvího krále Nebana Mahy.

### Derion
Krásná země plná lesů a nádherné přírody. Derion je národem magie, s vlajkou nosící v emblému znak yin-yang na modrém poli.

### Gor
Země plná pouští, arabského stylu. Neutrální země. Gor je obchodní země, během války dodává oběma zemím zbroj i zbraně. V emblému má žlutou kotvu na tmavě modrém poli, které má znázorňovat moře. Mapa Goru byla otevřena s patchem 3.6 na podzim 2011.

## Rasy a povolání

### Rasy
Po vybrání národa, za který bude určitý hráč bojovat, si vybere rasu a povolání, za které bude hrát.

#### Kočkovití - Felini
Válečníci, velmi vytrvalí. Výhodou je vysoké množství životů a velká fyzická síla, proto je výhodné být bojovník nebo stínový běžec.

#### Lidé
Lidé jsou rasou, která je roztroušená po celé Ibérii. Pro člověka je dobrá volba hrát za lukostřelce nebo zaříkávače.

#### Víly
Víly jsou typu magického - Pro víly je nejvýhodnější hrát za magické typy, těmi jsou kouzelník, kněz a zaříkávač.

### Povolání

#### Běžec stínů
Běžce stínů provází Pendatron - Bůh noci. Stínoví běžci se schovávají ve tmě a překvapují své nepřátele nečekanými útoky.

#### Bojovník
Bojovník je hrozba pro všechny povolání díky své síle, obraně a odolnosti.

#### Kněz
Kněz je léčitelem. Má schopnosti léčit sebe a ostatní hráče. Má nízké poškození, vysokou obranu, ale ovládá kouzla, kterými přidává útok, obranu, odolnost sobě a ostatním hráčům (buffy).

#### Kouzelník
Kouzelník vládne ohni, ledu a bleskům. Jeho útoky jsou pomalé, ale velmi ničivé.

#### Zaříkávač
Neboli zaklínač, je osoba schopná povolat zvíře, které si ochočí pro pomoc v boji. Ale na druhou stranu má menší útok než ostatní povolání (kvůli zvířeti). (v patchi 4.0 byl zvýhodněn)

#### Lukostřelec
Lukostřelec je osoba dobrá v boji na dálku. Je velkým soupeřem pro všechny ostatní povolání s menším počtem životů.

## Současnost
V současné době dochází k úpadku komunity obou serverů (Xhadra, Lapiris). Tento úpadek by mohl zvrátit jen velký příchod nových hráčů nebo radikální změny systému ze strany provozovatele-společnosti Gameforge.

### Recenze
- 4Story - procházka po Iberianu na FreeHry.cz
- 4Story na HerniMag.cz
- (anglicky) 4Story Review: Totally Playable Ripoff na OnRPG
- (anglicky) 4Story na MMORPG Reviews
- (anglicky) 4Story Review: Three Kingdoms, One World, One Hero to Protect It All na Bright Hub
- (anglicky) 4Story Online - Review na Spawnpoint